# Nihil de principe, parum de Deo
Nihil de principe, parum de Deo è un'espressione di origine medioevale. Significa (Conviene) parlare poco di Dio e per nulla del principe. 
La massima invita a rimanere defilati e a non mettersi nei guai, evitando di scontrarsi con il sacro e soprattutto con l'autorità: infatti, se Dio può perdonare, difficilmente lo farà il principe.
Compare anche nelle poesie di Giuseppe Giusti, anche se è stato osservato che l'espressione originaria era inversa: Poco del principe, nulla di Dio, considerato un motto della Repubblica di Venezia, dove, sia pure in modo molto condizionato, un sia pur minima libertà di critica del potere era tollerata, mentre era di norma preferibile evitare ogni scontro con l'inquisizione romana. In latino diventava parum de principe, nihil de deo.